# 120121 Libbyadelman
120121 Libbyadelman este o planetă minoră (asteroid), cu un diametru de 6,225 km, din centura de asteroizi. A fost descoperită pe 28 martie 2003 la Catalina Station⁠(d) de Catalina Sky Survey. 
Obiectul prezintă o orbită caracterizată de o semiaxă mare de 2,9650759221028 UAi, o excentricitate de 0,1, o înclinație de 6,1 ° în raport cu ecliptica.